# Мэра, Ёсикадзу
Ёсикадзу Мэра (яп. 米良 美一 Мэра Ёсикадзу, род. 21 мая 1971, Миядзаки, Япония) — японский контратенор. Его диапазон три с половиной октавы.
Изначально хотел стать поп-певцом, но сейчас Мэра исполняет в основном европейскую классическую музыку, а также национальную японскую музыку. Часто выступает в качестве солиста c коллективом Bach Collegium Japan (руководитель Масааки Судзуки), исполняющим музыку эпохи барокко. Его сольный диск 1998 года «Nightingale» Шведской BIS Records обрёл большой успех в Японии.
В документальном фильме «米良美一の實話» («Давайте поговорим о Ёсикадзу Мэре») было рассказано про его врождённую болезнь — несовершенный остеогенез.

## Избранная дискография
- Nightingale — Japanese Art Songs
- Baroque Arias
- Baroque Arias, vol. 2
- The Best of Yoshikazu Mera
- Принцесса Мононоке (1997)
- Songs for Counter-Tenor and Orchestra
- Mera sings Bach